# Jarek Raczek
Jarek Raczek (* Dezember 1974 in Berlin) ist ein deutscher Filmproduzent, Regisseur, Drehbuchautor und Kameramann.

## Leben
Raczek wuchs als Sohn einer deutschen Mutter und eines polnischen Vaters in Ost-Berlin auf und erlangte 1994 am Rosa-Luxemburg-Gymnasium das Abitur. 1995 begann er ein Studium der Philosophie / Englisch / Russisch an der Humboldt-Universität Berlin. 1998 wechselte er an die Filmhochschule Potsdam-Babelsberg und machte dort 2004 den Abschluss als Diplom Filmkameramann. Seit 2002 lebt und arbeitet Jarek Raczek in Berlin, auf Rügen und in Tarifa/Andalusien.

## Filmographie (Auswahl)
- 2000: Schlingensiefs U 3000, 2. Kameramann
- 2003: Rauchen wir noch eine..., Kameramann
- 2011: Blinde Passagiere, Regisseur, Drehbuchautor und Kameramann
- 2012: Dornenkronen, Regisseur, Drehbuchautor, Kameramann
- 2013: Jens oda Janich, Regisseur, Drehbuchautor und Kameramann
- 2014: Schicksalsgesetze, Rüdiger Dahlke, Kameramann
- 2014: Sascha Anderson, Kameramann
- 2017: Boccia, Boccia – Grimmenacht auf TELE 5, Regie mit Friedrich Liechtenstein, Kameramann, Cutter
- 2021: Spiritual Letters – The Art of Mr. ParadoxParadise, Kameramann
- 2023: The Investor, Regisseur, Drehbuchautor und Kameramann[3]